# مايك سوربر
مايك سوربر (بالإنجليزية: Mike Sorber)‏ (مواليد 14 مايو 1971) هو لاعب كرة قدم. يلعب مع منتخب الولايات المتحدة الأمريكية لكرة القدم. سبق له أن لعب في كأس العالم لكرة القدم مع منتخب بلاده.

## روابط خارجية
- مايك سوربر على موقع الدوري الأمريكي (الإنجليزية)
- مايك سوربر على موقع قاعدة بيانات كرة القدم.إي يو (الإنجليزية)
- مايك سوربر على موقع ناشيونال فوتبول تيمز (الإنجليزية)
- مايك سوربر على موقع Soccerway.com (الإنجليزية)
- مايك سوربر على موقع عالم كرة القدم.نت (الإنجليزية)